# Balfourodendron
Balfourodendron é um género botânico pertencente à família Rutaceae.

## Espécies
O gênero tem apenas duas espécies:
- Balfourodendron molle (Miq.) Pirani 1998
- Balfourodendron riedelianum (Engl.) Engl. 1896: farinha-seca ou guatambu